# Plebicula thetis
Plebicula thetis är en fjärilsart som beskrevs av Eugen Johann Christoph Esper 1778. Plebicula thetis ingår i släktet Plebicula och familjen juvelvingar. Inga underarter finns listade i Catalogue of Life.